# Приходьківка
Прихо́дьківка — село в Україні, у Білокуракинській селищній громаді Сватівського району Луганської області.
Площа села 114 га.

## Історія
Хутір засновано у 1745 році, статус села надано у 1947 році.
З 1917 — у складі УНР. У 1920 році — встановлено радянську владу.
Село постраждало внаслідок геноциду українського народу, проведеного урядом СРСР 1932—1933 та 1946—1947.
У роки німецько-радянської війни село було зайнято німецько-італійськими військами з червня 1942 по січень 1943 року. Під час Острогозько-Россошанської наступальної операції частинам Південно-Західного фронту Червоної армії була поставлена задача вийти 18 січня 1943 року на лінію Шахове — Нагольна — Дем'янівка — Грицаївка — Гайдуківка. Вранці 20 січня 1943 року бійці 388 полку 172 стрілецької дивізії зайняли село, але були вибиті контратакою з Білолуцька в Осинове Друге. Наступного дня батальйон 338 полку відбив село й закріпився в ньому.

## Населення
Населення становить 16 осіб.

## Вулиці
Назви вулицям в селі не присвоєно.

## Транспорт
Село розташоване за 35 км від районного центру і за 22 км від залізничної станції Катран на лінії Валуйки — Кіндрашівська-Нова.